# 931-й винищувальний авіаційний полк (СРСР)
931-й винищувальний авіаційний полк (рос. 931-й истребительный авиационный полк) — полк за часів Другої світової війни у складі ВПС СРСР.

## Історія
Полк сформовано влітку 1942 року як 931-й змішаний авіаційний полку складі ВПС Північно-Кавказького фронту. Восені переформовано у винищувальний.
Бойові дії почав 29 жовтня 1942 року в складі ВПС Північно-Кавказького фронту.
Розформований 24 лютого 1943.

## Бойова діяльність полку у часи Другої Світової війни
| Період                  | Бойові вильоти | Втрати (літаки / пілоти) |
| ----------------------- | -------------- | ------------------------ |
| 29.10.1942 — 20.12.1942 | 391            | 5/4                      |

## Командири полку
| Дата                    | Командир                         | Примітки |
| ----------------------- | -------------------------------- | -------- |
| 23.10.1942 — 03.11.1942 | майор Петренко Іван Прокофійович | загинув  |
| 11.1942 — 02.1943       | майор Бистров Володимир Іванович |          |

## Матеріальна частина полку
| Дата              | Тип літака |
| ----------------- | ---------- |
| 10.1942 — 02.1943 | І-16       |
| 10.1942 — 02.1943 | І-153      |